# Conspiración de Anjala
La conspiración de Anjala (en sueco: Anjalaförbundet) de 1788 fue un complot de oficiales suecos descontentos con la guerra ruso-sueca de 1788-90 que negociaron con el imperio ruso de forma independiente. Declarar Finlandia un estado independiente era parte de la conspiración, a pesar de que sigue siendo discutido a día de hoy qué importancia relativa tenía entre los objetivos de los conjurados.

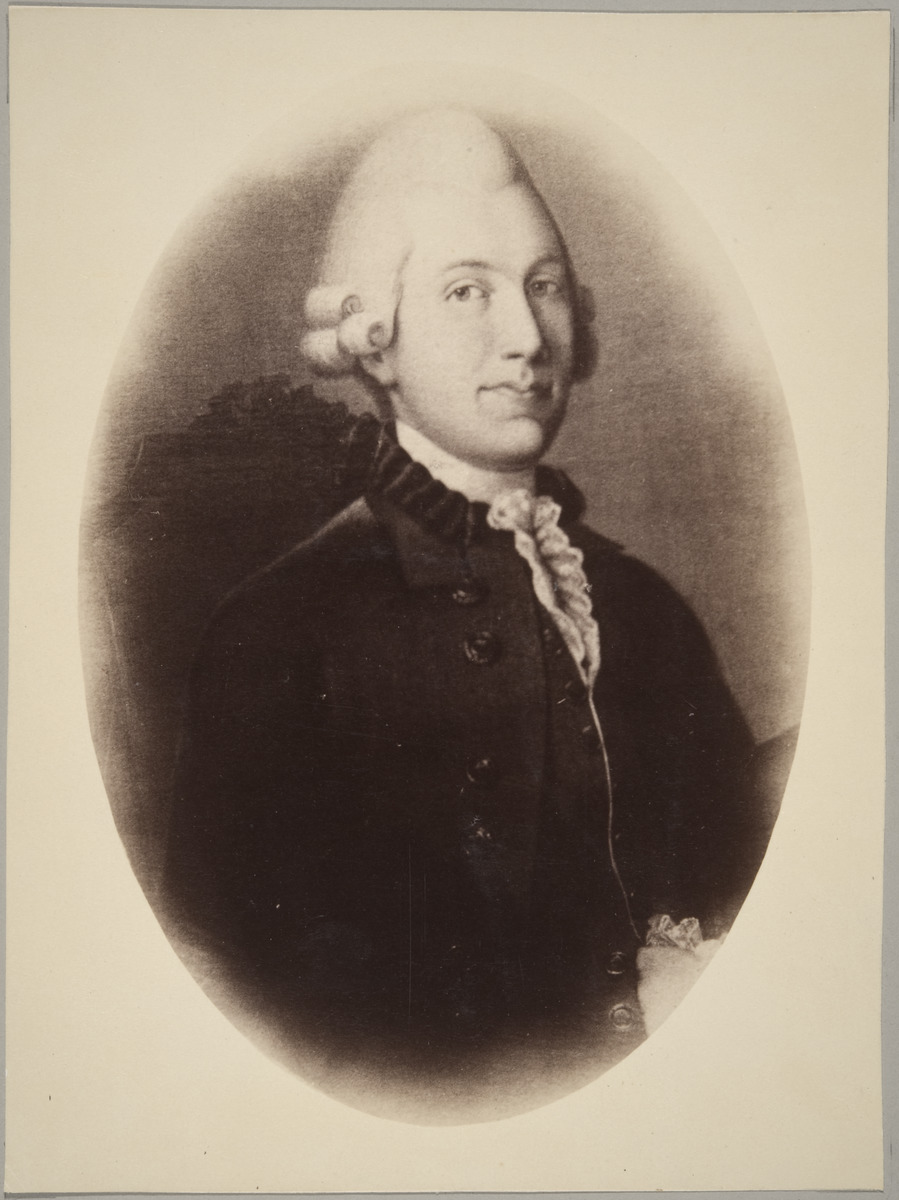
El coronel Johan Henrik Hästesko (1741-1790) fue un soldado finlandés y un agente del Ejército sueco. Participó en la conspiración de Anjala y fue el único ejecutado por ella.

## Oposición a la guerra y el rey
No era secreto que la guerra había sido concebida en Sueca para aumentar la popularidad e influencia del rey y contrarrestar a la nobleza que se le oponía. La rabia era también alimentada por miembros del Gabinete que se habían sentido engañados para apoyar los planes de guerra debido al control del rey sobre los informes diplomáticos que se recibían de San Petersburgo. La guerra, claramente iniciada por Suecia, era en opinión de muchos una clara decisión autoritaria del rey sin respetar las condiciones dadas al parlamento en 1772. 
Al comenzaran sin la debida planificación y no lograr éxitos iniciales, generó un descontento creciente contra el rey sueco entre los militares desplegados en Finlandia. Ahí la memoria de las duras ocupaciones rusas de 1713-21 (la "Gran Ira", Isoviha en finés) y 1741-43 (la "Ira Menor", Pikkuviha en finés) era notoria. El fallido intento de asediar y recapturar Hamina y Savonlinna, que habían caído en manos rusas en 1743, causó una oposición vehemente a la guerra y se dice que incluso el rey deseaba la paz.

## La conspiración
Los conspiradores se reunieron en Liikkala en secreto para entablar contacto con la zarina Catalina la Grande. El mayor Johan Anders Jägerhorn entregó la nota de Liikkala con fecha de 8 de agosto datado de 1788 a la emperatriz. La nota estaba firmada por varios oficiales, incluyendo a Armfelt, comandante en jefe de las fuerzas en la región fronteriza de Savo y confidente del rey. Los conjurados declaraban la guerra ilegal y pedían la restauración de las fronteras finlandesas según el tratado de Nystad de 1721 como condición para entablar negociaciones de paz con representantes de la nación finlandesa, que entendían abarcaba para la mitad oriental y norte de Suecia. Esta había sido dos veces ocupada por Rusia en el siglo XVII y su población era mayoritariamente finlandesa. La respuesta de la emperatriz no fue satisfactoria. Aun así, cuándo Jägerhorn regresó, los conspiradores decidieron mentir a sus agentes y se extendieron rumores de que Catalina se inclinaba por aceptar la propuesta.
Cuándo Gustavo III supo de la nota, reclamó a sus oficiales una promesa de luchar hasta el último hombre. En cambio, 113 de ellos firmaron en Anjala un escrito aceptando responsabilidades por la carta y criticando el ataque a Rusia. Aun así, declararon que continuarían su defensa de la patria en caso de que Catalina rechazara la oferta de paz. Una demanda importante fue que la dieta debía ser convocada ante la crítica situación. El movimiento de insubordinación gozó de respeto y apoyo dentro del ejército y la armada.

## Consecuencias

### Consecuencias a corto plazo
Aun así, el apoyo popular disminuyó cuándo fue obvio que el gobierno ruso usaba la declaración para dividir la Suecia verdadera. Desde el punto de vista del gobierno sueco, la carta era un acto de alta traición que ponía en peligro la integridad estatal.
Gustavo III veía detrás de la conspiración a sus enemigos y temió por su vida si se quedaba en Finlandia. Al comenzar un nuevo teatro de guerra contra Dinamarca en el sur, el rey tuvo una excusa para marchar a un entorno menos peligroso. Aun así, tuvo la opinión pública de su lado y los principales conspiradores fueron arrestados durante el invierno. Dos conspiradores se refugiaron en Rusia y nueve fueron sentenciados a muerte aunque solo uno, Johan Henrik Hästesko, fue ejecutado. El resto fueron deportados o encarcelados.

### Consecuencias a medio plazo
Gustavo III utilizó la conspiración para ganar apoyos internos en favor de una reforma de la constitución sueca que fortaleciera su posición y debilitara la influencia de sus adversarios. Este era su objetivo real detrás de la misma guerra contra Rusia y algunos historiadores sugieren que la conspiración fue accesoria para ello. Así, algunos académicos sugieren que se trata de otro síntoma de la turbulenta situación de Suecia en el siglo XVIII tardío más que un evento determinante en sí.
Los oficiales, que habían apoyado los acontecimientos con las mejores intenciones para su país, se vieron alienados por la persecución del gobierno y la opinión pública. Ello causó una ruptura entre el liderazgo estatal y los nobles (funcionarios y oficiales militares), en particular en Finlandia y aumentó la disposición de los suecos en Finlandia a cambiar su lealtad de Estocolmo a San Petersburgo, contribuyendo a la ruptura subsiguiente en 1808/09. 
La opinión pública y la valoración crítica de los sucesos de Anjala es vista como otra señal de la creciente separación entre las dos partes de Suecia. En Finlandia parecía como si la Edad de la Libertad hubiera elevado a personas con una visión muy estrecha del mundo, que evidentemente no incluía a la periferia oriental del reino. En palabras que serían repetidas en conexión con las guerras en el siglo XX de Finlandia, parecía que la mayoría de los suecos ya no defendieran los intereses finlandeses ni apreciara la importancia de las provincias orientales para Suecia o los sacrificios de los finlandeses.
Aun así, no debe ser olvidado que la conspiración envalentonó a los rusos, que tras un siglo tratando de influir en la política interior y exterior de Suecia pudieron al fin ver resultados en Finlandia. La posterior adquisición de la región mejoró la posición estratégica de la nueva capital rusa San Petersburgo, en el Golfo de Finlandia. La idea de una nación finlandesa separada fue posteriormente recuperada por Alejandro I en la Dieta de Porvoo, cuándo creó el Gran Ducado de Finlandia a partir de la parte oriental de Suecia.

### Visión histórica en Finlandia y Suecia
De forma poco sorprendente, la conspiración es vista de forma diferente en Suecia y Finlandia:
- En Finlandia, es a menudo visto como una fase importante de construcción nacional del país y se suele incidir en el aspecto separatista en vez de en los deseos de paz y reforma política para toda Suecia de los conspiradores.
- En Suecia, la conspiración es típicamente vista como una oposición entendible contra un rey autoritario que de hecho sería finalmente asesinado en 1792 y cuyo hijo, Gustavo IV Adolfo, sería depuesto en 1809. Otra visión típica sobre esta conjura es un antecedente de cómo funcionarios suecos traidores en 1808/09 facilitarían la adquisición por Rusia de la mitad oriental de Suecia.